# Marzano di Nola

Marzano di Nola es uno de los municipios o comunas ("comune" en italiano) de la provincia de Avellino, en la región de Campania. Con cerca de 1.702 habitantes, según el censo de 2005, se extiende por un área de 4,62 km², teniendo una densidad de población de 368,40 hab/km². Linda con los municipios de Domicella, Liveri, Pago del Vallo di Lauro, y Visciano.

## Ciudades hermanadas
Bibbiano,(Reggio Emilia).

## Demografía
| Gráfica de evolución demográfica de Marzano di Nola entre 1861 y 2001 |
|                                                                       |
| Fuente ISTAT - elaboración gráfica de Wikipedia                       |

- Datos: Q55051
- Multimedia: Marzano di Nola / Q55051

1. ↑  Worldpostalcodes.org, código postal n.º 83020.
2. ↑  «Codici Catastali». Comuni-italiani.it (en italiano). Consultado el 29 de abril de 2017.